# Dimitri Goanță
Dimitri Goanță (n. 17 iulie 1987, București) este un jucător de polo pe apă. Este legitimat la CSA Steaua București și evoluează în echipa națională de polo masculin a României. A participat la proba de polo la Jocurile Olimpice de vară din 2012 de la Londra, unde România s-a clasat pe locul 10.

## Legături externe
- Prezentare pe H2Opolo.ro
- en Dimitri Goanță la Olympedia.org